# アジズ・アブドゥハキーモフ
- アジズ・アブドゥハキモフ

アジズ・アブドゥハキーモフ（ラテン文字:Aziz ABDUKHAKIMOV、ロシア語: Азиз Абдукахарович Абдухакимов、1974年6月17日 - ）は、ウズベキスタン共和国の政治家。ウズベキスタン共和国副首相兼観光・スポーツ大臣、天然資源大臣を経て、生態・環境保護・気候変動大臣、シルクロード国際観光大学学長。

## 人物・経歴
タシュケント出身。タシュケント国立経済大学卒業。1999年から2001年まで一橋大学大学院に留学し、日本の経済発展を研究して修士号を取得した。
ウズベキスタン共和国中央銀行チーフエコノミスト等を経て、2008年国有財産管理委員会第一副議長。2010年国有財産管理委員会委員長。2014年労働社会保護大臣。2016年労働大臣。
2017年雇用労働関係大臣。同年から国家観光発展委員会議長を務め、2018年には世界の果てまでイッテQ!の企画でイモトアヤコをウズベキスタン共和国に招聘。
2018年副首相（教育・保健・社会発展問題・体育・スポーツ・観光担当）。2019年には旅のおわり世界のはじまりのイベントにおいてビデオメッセージで前田敦子の出産を祝福したり、日立 世界・ふしぎ発見!に出演するなどした。同年シルクロード国際観光大学学長。
2021年副首相（観光・スポーツ・文化・マスコミ担当）兼観光・スポーツ大臣に就任。同年、2020年東京オリンピックに際し来日し、選手団を激励するとともに、都倉俊一文化庁長官への表敬訪問を行うなどした。
2022年11月3日、日本国の秋の叙勲において、旭日大綬章を受章。麻生太郎自由民主党副総裁らと面会した。2023年1月1日、新設の天然資源大臣に異動。同年6月に天然資源省が改組され生態・環境保護・気候変動大臣に就任。同年10月にサマルカンドで開催された第25回世界観光機関総会では議長として、ベスト・ツーリズム・ビレッジに選定された白馬村の丸山俊郎村長に記念盾を授与した。